# Ван Бо

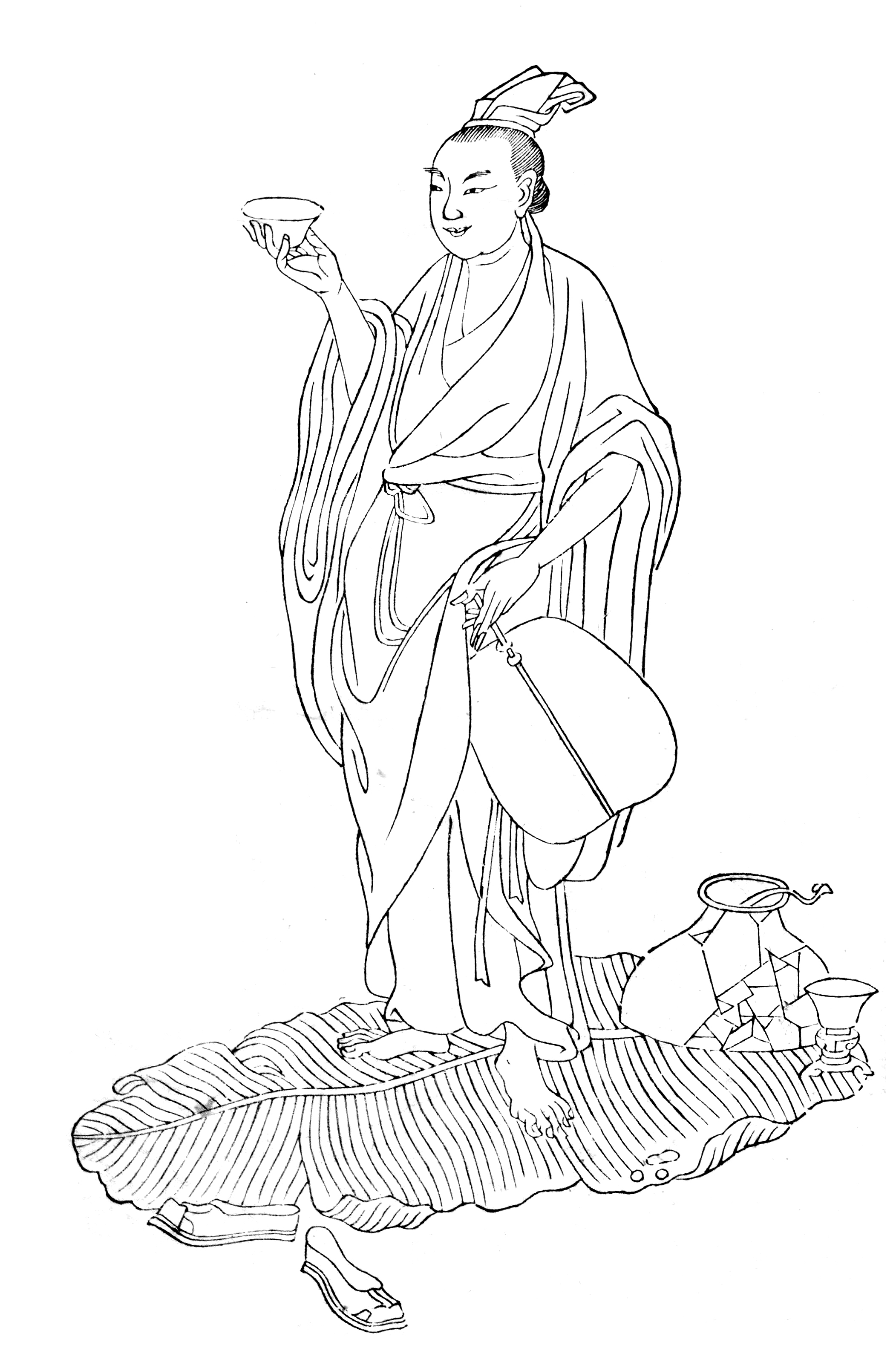
Ван Бо

Ван Бо (кит.: 王勃, друге ім'я Цзи-ань, (нар. 649 — пом.676)) — китайський поет династії Тан. Разом з Ян Цзюн, Ло Бінь-ван, Лу Чжао-лінь, Ван Бо вважається одним з «чотирьох великих (поетів) початку (епохи) Тан».

## Короткі відомості
Ван Бо був внучатим племінником поета Ван Цзі. Служив письмоводителем у одного з членів імператорської родини, потім перебував на військовій службі в окрузі Гочжоу, але незабаром був усунутий від справ. Незважаючи на ранню смерть (він втопився при переправі через Янцзи в віці 26 років), залишив певний слід в китайській літературі.

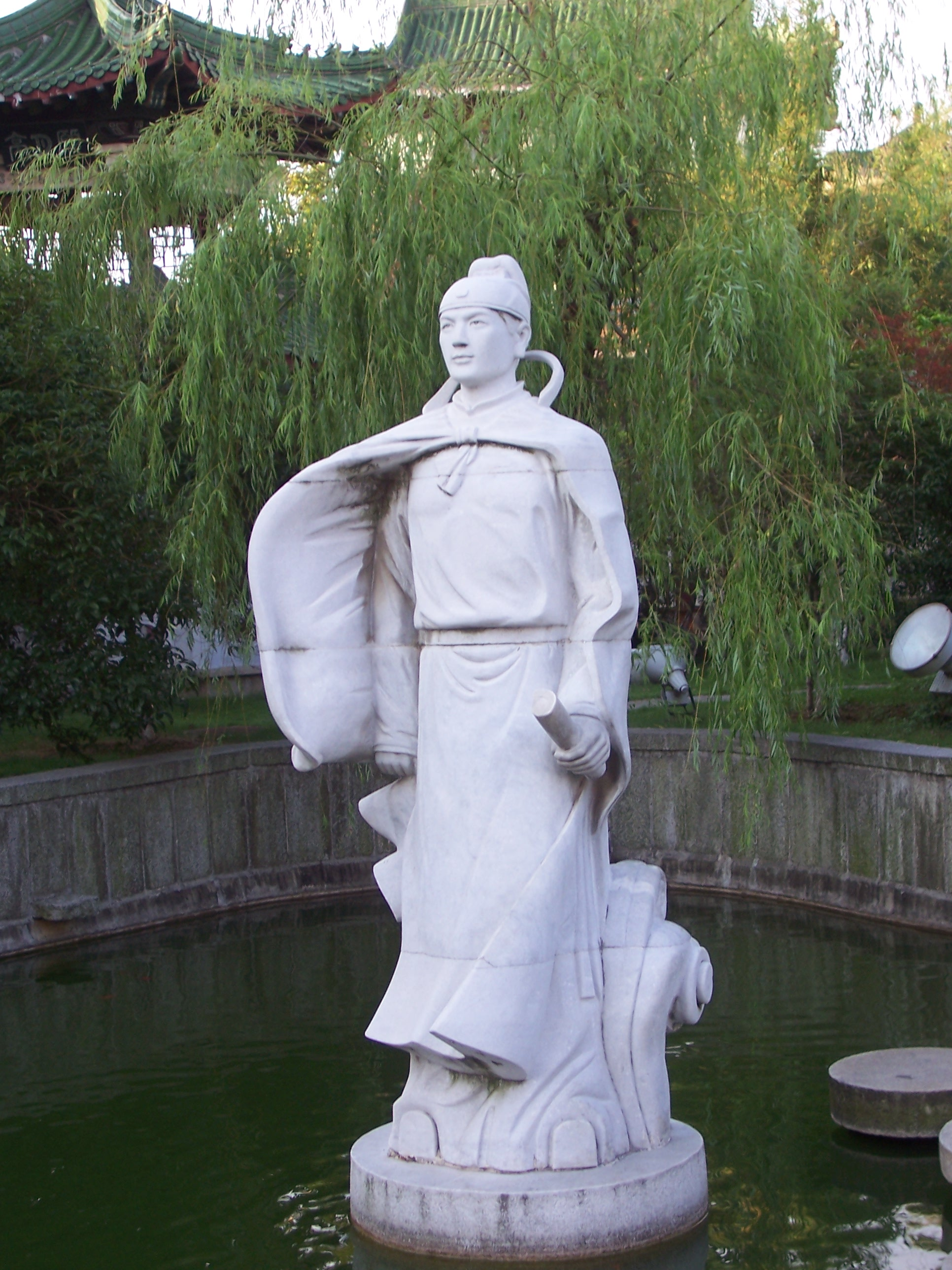
Пам'ятник Ван Бо

## Творчість
Разом з Ян Цзюнь, Ло Бінь-ваном, Лу Чжао-лінем входив до групи під назвою «Чотири генії початку епохи Тан». Серед них Ван Бо займає перше місце. З поетичної спадщини Ван Бо збереглося 30 віршів, переважно чотиривіршів, і зразок ритмічної прози — передмова до віршів «У палаці тенського князя». У віршах переважають пейзажні замальовки («В горах»), тема розлуки («Холодної вночі згадав друга»), думки про тяготи війни. Ван Бо значною мірою відмовився від ускладнених форм поезії, розвинув мелодику вірша.
«У палаці тенського князя», розлоге есе-вступ, прославило поета і як майстра прози. Академік В. М. Алексєєв, переклав есе на російську мову як зразок витонченого стилю, зауважив, що в цих віршах Ван Бо і в передмові до них прозвучав
|  | «мотив колишньої розкоші осіб, історично відомих і впливових, але які пішли зі сцени, залишивши нащадків свідками повного свого руйнування. Царює не людина, а природа, і Янцзицзян (Цзян) тече безцільно, проте, у вічній повноті і непереборності».. |

Ван Бо виступав проти поширення стилю «гонг ті» кит.: (宫 体 诗 风), який залишився після династії Сунь і виступав за стиль, який багатий на емоції.